# The Prize Recruit
The Prize Recruit es el primer álbum de la banda australiana de nu metal, Superheist. Fue grabado en los estudios Sing Sing Studios de Melbourne por Superheist y el productor Kalju Tonuma y publicado el 15 de abril de 2001. Alcanzó el número 12 en la tabla de álbumes de ARIA. En los ARIA Music Awards de 2001 Tonuma fue nominado como Productor del Año e Ingeniero del Año por el álbum.

## Trasfondo
En abril de 2001, el primer álbum de estudio de Superheist, The Prize Recruit, fue lanzado por Shock Records, y alcanzó el número 12 en la tabla de álbumes de ARIA. Un crítico de Rolling Stone lo describió como "cómo debería sonar la nueva raza pesada". El wookubus del sitio web Theprp.com sintió que la banda "continúa evolucionando y cada faceta de su expresión auditiva se ha intensificado un poco, desde el uso más abarcador de la programación hasta la variación vocal más fuerte y las estructuras más elegantes de las canciones" y el álbum en general "un paseo muy exuberante y colorido que el oyente puede literalmente deslizarse a través de él, con pocos o ningún inconveniente". Seguro que hay algunos momentos en los que las cosas se vuelven demasiado abiertamente amigables para la radio o suenan un poco comercialmente enfocadas, pero con la mayor parte del material incluido representando una mezcla ecléctica del crujido energético del metal moderno, tales cosas son bastante fáciles de pasar por alto".
The Prize Recruit fue producido por Kalju Tonuma (Boom Crash Opera, The Mavis's, Hunters & Collectors) y en los ARIA Music Awards de 2001 fue nominado como Productor del Año e Ingeniero del Año por el álbum. En marzo del año siguiente, un representante de Shock Records afirmó que el sello había gastado 250-300.000 dólares en el álbum y a pesar de que las ventas se acercaban a las 35.000 unidades, todavía estaban cortos de cubrir sus gastos. El segundo sencillo del álbum, "Bullet", había aparecido en marzo de 2001, que llegó a su punto máximo en el número 45. El tercer sencillo del álbum, "Step Back/Slide" (julio), tuvo menos éxito en las listas de éxitos, aunque llegó a los 100 primeros.

## Listados de pistas
- AUS CD PIVOTAL0001

| N.º | Título                    | Duración              |
| --- | ------------------------- | --------------------- |
| 1.  | "The Fight Back"          | 3:15                  |
| 2.  | "Bullet"                  | 4:10                  |
| 3.  | Burnt Out Souls"          | 3:27                  |
| 4.  | "Slide"                   | 4:47                  |
| 5.  | "Deliverance"             | 4:10                  |
| 6.  | "Uncanny Decadence"       | 2:48                  |
| 7.  | "Old Again [Eurotrash]"   | 3:45                  |
| 8.  | "The Ghost"               | 4:27                  |
| 9.  | "Happy Wasted"            | 3:06                  |
| 10. | "Unlearn"                 | 2:53                  |
| 11. | "Down South"              | 2:57                  |
| 12. | "Crank The System"        | 3:44                  |
| 13. | [pista oculta silenciosa] | 0:04                  |
| 14. | "Step Back"               | 3:35                  |
|     |                           | Duración Total: 47:09 |

Promoción Industrial que presenta el álbum con un listado de edición y pistas ligeramente diferente.
- AUS Avance Promo CD SUPERPROMO

| N.º | Título                  | Duración |
| --- | ----------------------- | -------- |
| 1.  | "The Fight Back"        | 3:49     |
| 2.  | "Bullet"                | 4:10     |
| 3.  | "Burn Out Souls"        | 3:27     |
| 4.  | "Slide"                 | 4:47     |
| 5.  | "Deliverance"           | 4:10     |
| 6.  | "Uncanny Decadence"     | 2:48     |
| 7.  | "Old Again [Eurotrash]" | 3:44     |
| 8.  | "The Ghost"             | 4:27     |
| 9.  | "Happy Wasted"          | 3:06     |
| 10. | "Unlearn"               | 2:53     |
| 11. | "Down South"            | 2:57     |
| 12. | "Crank The System"      | 3:47     |
| 13. | "Step Back"             | 3:34     |

## Personal
Superheist
- Rod McLeod - voz principal, dw Norton - guitarra principal y coros,  Sean Pentecostés - batería,  Fetah Sabawi - teclados,  Drew Dedman - bajo.

Producción
- Kalju Tonuma - productor e ingeniero, Jimi Maroudas, Nick Cervonaro, Richard Stolz - ingeniero auxiliar,  Stephen Marcussen - masterización,  Rick Will - mezcla.